# Charles Angrand
Charles Angrand, född 19 april 1854 i Criquetot-sur-Ouville i Normandie, död 1 april 1926 i Rouen, var en fransk konstnär som uppnådde berömmelse för sina neoimpressionistiska målningar och teckningar.
Han var son till Charles P. Angrand (1829–96) och Marie Angrand (1833–1905).
Sin konstnärlig utbildning fick han vid Académie de Peinture et de Dessin i Rouen. Han besökte Paris första gången 1875 för att se Jean-Baptiste-Camille Corots konst. Angrands tidiga verk influerades av Corot.
Angrand flyttade till Paris 1882 och efter att ha nekats inträdde i École des Beaux-Arts blev han lärare i matematik vid Collège Chaptal. I Paris bodde han nära Café d'Athènes, Café Guerbois, Le Chat Noir och andra kända tillhåll som frekventerades av artister. Han anslöt sig till den parisiska avantgarderörelsen och blev vän med kända konstnärer såsom Georges Seurat, Vincent van Gogh och Paul Signac. År 1884 medgrundade han Société des artistes indépendants.
Tidigt på 1890-talet övergav Angrand måleriet men återupptog det åter 1906. Han influerade bland annat van Gogh.